# Episodi di Delitti ai Tropici (sesta stagione)
La sesta stagione della serie televisiva Delitti ai Tropici, composta da otto episodi, è stata trasmessa dal 14 marzo al 2 maggio 2025 su France 2.
In Italia è andata in onda su Sky Investigation dall'8 al 29 luglio 2025.
| nº | Titolo originale | Titolo italiano             | Prima TV Francia | Prima TV Italia |
| -- | ---------------- | --------------------------- | ---------------- | --------------- |
| 1  | Rivière Salée    | Pole dance                  | 14 marzo 2025    | 8 luglio 2025   |
| 2  | Anse Mitan       | Giochi pericolosi           | 21 marzo 2025    | 8 luglio 2025   |
| 3  | Anse Désert      | Un bambino caduto dal cielo | 28 marzo 2025    | 15 luglio 2025  |
| 4  | Pointe Vatable   | Escape room                 | 4 aprile 2025    | 15 luglio 2025  |
| 5  | Poirier          | Ritorno alle origini        | 11 aprile 2025   | 22 luglio 2025  |
| 6  | Tivoli           | Il teatrante                | 18 aprile 2025   | 22 luglio 2025  |
| 7  | Saint Laurent    | Questioni di famiglia       | 25 aprile 2025   | 29 luglio 2025  |
| 8  | Bô Kannal        | Carnevale di sangue         | 2 maggio 2025    | 29 luglio 2025  |

## Pole dance
- Titolo originale: Rivière Salée
- Diretto da: Julien Seri
- Scritto da: Céline Decoox, Adeline Laffitte e Denis Alamercery

## Giochi pericolosi
- Titolo originale: Anse Mitan
- Diretto da: Julien Seri
- Scritto da: Akima Seghir

## Un bambino caduto dal cielo
- Titolo originale: Anse Désert
- Diretto da: Julien Seri
- Scritto da: Denis Alamercery, Laurence Lowenthal e Florence Philipponnat

## Escape room
- Titolo originale: Pointe Vatable
- Diretto da: Julien Seri
- Scritto da: Denis Alamercery e Céline Ramirez

## Ritorno alle origini
- Titolo originale: Poirier
- Diretto da: Marie-Hélène Copti
- Scritto da: Denis Alamercery e Sarah Schenkel

## Il teatrante
- Titolo originale: Tivoli
- Diretto da: Marie-Hélène Copti
- Scritto da: Denis Alamercery e Céline Ramirez

## Questioni di famiglia
- Titolo originale: Saint Laurent
- Diretto da: Marie-Hélène Copti
- Scritto da: Céline Decoox, Adeline Laffitte e Denis Alamercery

## Carnevale di sangue
- Titolo originale: Bô Kannal
- Diretto da: Marie-Hélène Copti
- Scritto da: Agnès Holo e Denis Alamercery